# Catedral de Cagayán de Oro
La Catedral de Cagayán de Oro o bien la Catedral Metropolitana de San Agustín Es una catedral católica situada en el Barangay 1 , Cagayán de Oro, al sur del país asiático de Filipinas. La catedral, dedicada a San Agustín , obispo de Hipona, es la sede eclesiástica de la Arquidiócesis de Cagayán de Oro.
La presente Arquidiócesis de Cagayán de Oro tuvo sus inicios como un territorio de la Arquidiócesis de Cebú y Jaro desde 1607 a 1910. Su administración se transfiere después a la diócesis de Zamboanga de 1911 a 1933 antes de su erección canónica en 1933.
Durante sus primeros años, se creía que la primera estructura de una iglesia construida en la actual Cagayán de Oro (antes, Cagayán de Misamis ) fue erigida en 1624 por los Agustinos Recoletos, bajo la dirección del padre Agustín de San Pedro .